# Symmetrocapulus
Symmetrocapulus is een geslacht van uitgestorven mollusken, dat leefde van het Jura tot het Eoceen.

## Beschrijving
Deze kapslak had een grote, kapvormige schelp met een ovale rand. De sculptuur was samengesteld uit meerdere smalle, radiaire ribben, die werden doorkruist door onregelmatige concentrische plooien. De beide kleine, gladde windingen waren naar voren gebogen en rechtsom gewonden, links van het hoogste punt van de schelp. De lengte van de schelp bedroeg ongeveer 3,5 cm.

## Leefwijze
Deze mariene zeeslak was een grazer en leefde op rotsoppervlakten.